# Camellia nervosa
Camellia nervosa är en tvåhjärtbladig växtart som först beskrevs av François Gagnepain, och fick sitt nu gällande namn av Ho Tseng Chang. Camellia nervosa ingår i släktet Camellia och familjen Theaceae. Inga underarter finns listade i Catalogue of Life.